# Pediana webberae
Pediana webberae är en spindelart som beskrevs av Hirst 1996. Pediana webberae ingår i släktet Pediana och familjen jättekrabbspindlar.
Artens utbredningsområde är Northern Territory, Australien. Inga underarter finns listade i Catalogue of Life.